# Psevdosfera
Psevdosfera je izraz, ki se v geometriji uporablja za ploskve s konstantno negativno Gaussovo ukrivljenostjo. Lahko se nanaša na teoretske ploskve z negativno ukrivljenostjo, na traktrikoide ali  na hiperboloide.

## Parametrična oblika enačbe[1]
Kartezična parametrična oblika enačbe ploskve, ki nastane z vrtenjem traktrise  okoli asimptote, je
{\displaystyle x=\operatorname {sech} {\text{ }}u{\text{ }}\cos {\text{ }}v}
{\displaystyle y=\operatorname {sech} {\text{ }}u{\text{ }}\sin {\text{ }}v}
{\displaystyle z=u-\operatorname {tanh} {\text{ }}u}
kjer je 
- {\displaystyle u~\epsilon ~(-\infty ,~\infty )}
- {\displaystyle v~\epsilon ~[0,~2\pi )}

Enačbo lahko zapišemo tudi v implicitni oliki v kartezičnih koordinatah
{\displaystyle z^{2}=[a\cdot \operatorname {sech} ^{-1}{\sqrt {\frac {x^{2}+y^{2}}{a}}}-{\sqrt {a^{2}-x^{2}-y^{2}}}]^{2}}.

## Površina[1]
Površina je enaka
{\displaystyle P=2\int \limits _{0}^{2\pi }\int _{0}^{\infty }\operatorname {sech} {\text{ }}u{\text{ }}\operatorname {tanh} {\text{ }}u{\text{ }}du{\text{ }}dv=4\pi }.

## Prostornina[1]
Prostornina je
{\displaystyle V=\pi {\text{ }}\int \limits _{-\infty }^{\infty }\operatorname {sech} {\text{ }}u{\text{ }}\operatorname {tanh} {\text{ }}u{\text{ }}du=2/3\pi }.

## Teoretične psevdosfere
Psevdosfera je ploskev, ki ima ukrivljenost enako {\displaystyle -1/R^{2}}. To je podobno kot pri sferi s polmerom {\displaystyle R\,}, ki ima ukrivljenost {\displaystyle 1/R^{2}}. Pojem je vpeljal italijanski matematik Eugenio Beltrami (1835 – 1900).

## Traktrikoida
Traktrikoido dobimo z vrtenjem traktrise okoli asimptote

## Hiperboloida
Nekateri viri, ki uporabljajo hiperbolni model hiperbolične ravnine, imajo tudi hiperboloid za psevdosfero.